# Carole Radziwill

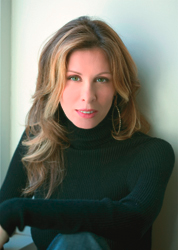
Carole Radziwill, 2007

Prinzessin Carole Ann Radziwill (Polnische Aussprache: [raˈd͡ʑiviww]), geborene DiFalco, (* 20. August 1963 in Suffern, New York) ist eine US-amerikanische Journalistin, Autorin und Schauspielerin. Durch die Heirat mit Prinz Anthony Radziwill wurde sie Teil des Adelsgeschlechts Radziwill. Größere Aufmerksamkeit erhielt sie durch ihr Mitwirken in der US-Fernsehsendung The Real Housewives of New York City. Für ihre Kriegsberichterstattung in Afghanistan wurde Radzwill mit zahlreichen Preisen geehrt.

## Biografie
Radzwill wuchs in Suffern, New York, einem Vorort von New York City auf. Sie studierte Englische Literatur- und Sprachwissenschaften am Hunter College und schloss mit einem Master von der New York University ihr Studium ab.
1994 heiratete sie Prinz Anthony Radzwill in East Hampton, New York, welcher Sohn des polnischen Prinzen Stanisław Albrecht Radziwiłł (1914–1976) aus dem Geschlecht der Radziwiłł und der US-Amerikanerin Lee Radziwill (1933–2019), welche die Schwester von Jacqueline Kennedy Onassis war.
1999 starb ihr Ehemann. Von 2014 bis 2017 war Radzwill in einer Beziehung mit dem 21 Jahre jüngeren Adam Kenworthy.
Nach Klagen gegen Ghislaine Maxwell aufgrund von Vorwürfen des sex trafficking kamen Fotos von Maxwell mit Radziwill an die Öffentlichkeit. Auch in Jeffree Epsteins persönlichem Telefonbuch waren Radziwills Kontaktdaten hinterlegt. Radziwill erklärte in einem Statement, dass sie in den frühen 2000er Jahren mit Maxwell und Epstein verkehrt habe, jedoch von deren illegalen Handlungen nie etwas gewusst habe.
Radziwill setzte sich im US-amerikanischen Präsidentschaftswahlkampf 2016 öffentlich für Hillary Clinton ein. Sie lebt mit mehreren Katzen in Soho, New York City. Ihr Vermögen wird auf rund 50 Mio. US-Dollar geschätzt.
Als Journalistin begann Radziwill mit einem Praktikum bei dem US-Fernsehsender ABC. Sie wurde von dem Sender übernommen und arbeitete als Assistentin für Peter Jennings. Für ihr Mitwirken an den Nachrichtensendungen Primetime Live und 20/20 erhielt sie drei Emmy Awards, den Robert F. Kennedy Humanitarian Award und den GLAAD Award.
1991 war Radzwill als Auslandsjournalistin für ABC in Afghanistan und berichtete über die Scud-Raketenaktion während des Zweiten Golfkriegs. Während des Kriegs in Afghanistan verbrachte sie 2003 mit der 101st Airborne Division der Vereinigten Staaten sechs Wochen in Kandahar. Infolgedessen produzierte sie die Sendung Profiles from the Frontline für ABC.
2003 verließ Radzwill ABC, um eine Karriere als selbstständige Autorin zu beginnen. Ihr erstes Buch What Remains: A Memoir of Fate, Friendship and Love beschreibt autobiografisch ihre Ehe zu Anthony Radzwill und dessen Komplikationen infolge einer Krebsdiagnose. Das Buch hielt sich für 20 Wochen auf der New-York-Times-Bestsellerliste. Zudem schrieb sie eine monatliche Kolumne in der Zeitschrift Cosmopolitan.
Von 2011 bis 2018 war sie Teil der Besetzung der US-amerikanischen Fernsehsendung The Real Housewives of New York City.